# Бельграно, Мануэль
Мануэль Бельграно (исп. Manuel José Joaquín del Corazón de Jesús Belgrano; 3 июня 1770, Буэнос-Айрес — 20 июня 1820, Буэнос-Айрес) — аргентинский адвокат, политик и генерал.

## Биография
Мануэль Бельграно был сыном итальянского купца Доменико Бельграно и Пери, уроженца Лигурии. В Буэнос-Айресе лигуриец испанизировал своё имя, сделавшись Доминго Пересом.
Мануэль Бельграно получил образование в Испании. Окончив в 1794 году изучение юриспруденции, он вернулся в вице-королевство Рио-де-ла-Плата, и в Буэнос-Айресе был назначен на должность секретаря королевского консульства, отвечающего за хозяйственное развитие региона. В 1799 году он основал Academia de Náutica. Являлся активным участником Патриотического общества (исп. Sociedad Patriótica) наряду с И. Виейтесом, Х. Кастелли, М. Морено, Х. Пасо, Д. Френч.
В 1810 году Бельграно принимал участие в Майской революции и входил в состав «Первого правительства» (исп. Primera Junta — «Первая хунта») Объединённых провинций Южной Америки. В 1810 году он основал город Курусу-Куатия.
В 1810-11 годах Бельграно руководил безуспешной Парагвайской кампанией. В 1811—1814 годах он возглавлял «Северную армию», созданную новым правительством. В 1812 году возглавляемые им войска сумели в сражении при Тукумане нанести поражение наступающим испанским роялистам, а затем в феврале 1813 года в победоносном сражении при Сальте закрепить успех и перенести боевые действия на территорию Верхнего Перу. Во время второй кампании в Верхнем Перу Северная армия Бельграно в сражениях при Вилькапуйо и Айоуме потерпела поражение от сил роялистов Хоакина де ла Песуэлы и вынуждена была отступить на территорию Соединенных провинций.
В 1812 году Бельграно предложил для патриотической армии бело-голубой флаг, который через четыре года, после провозглашения независимости, правительство Объединённых провинций утвердило как государственный флаг Аргентины.
В 1814 году Мануэль Бельграно вместе с Бернардино Ривадавия (впоследствии первым президентом Аргентины) был послан с дипломатической миссией в Европу. В 1816 году, вернувшись из Европы, 9 июля принял участие в конгрессе, на котором была провозглашена независимость от Испании. В 1818 поднял вопрос о создании в Объединённых провинциях Рио-де-ла-Платы государства в форме конституционной монархии. Одним из кандидатов на трон был герцог Лукканский.
В 1819 году — в ходе разгоревшейся гражданской войны — правительство Буэнос-Айреса потребовало от Бельграно и Сан-Мартина двинуть подчинённые им войска против генерал-протектора Хосе Артигаса и губернатора провинции Санта-Фе Эстанислао Лопеса. Хосе де Сан-Мартин отказался; Бельграно же подчинился приказу но, вследствие болезни, не смог принять участия в боевых действиях.

## Память
- В 1873 году в столице Аргентины установлен Конный памятник генералу Мануэлю Бельграно
- В 1938 году указом президента страны, в память о Мануэле Бельграно, 20 июня (день его смерти) был объявлен в Аргентине государственным праздником — «Днём флага» (исп. Día de la Bandera). В 1956 году именем «Генерал Бельграно» был назван один из аргентинских крейсеров (в 1982 году, во время Фолклендской войны, был потоплен британской подводной лодкой). Также один из престижных районов Буэнос-Айреса, расположенный на севере столицы, носит имя Бельграно.
- В его честь был назван футбольный клуб «Бельграно».